# Horst Edler von der Planitz

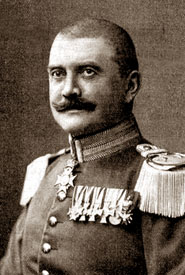
Horst Edler von der Planitz

Karl Eugen Horst Edler von der Planitz (* 11. August 1859 in Dresden; † 9. Juni 1941 ebenda) war ein sächsischer General der Infanterie im Ersten Weltkrieg.

## Leben

### Herkunft

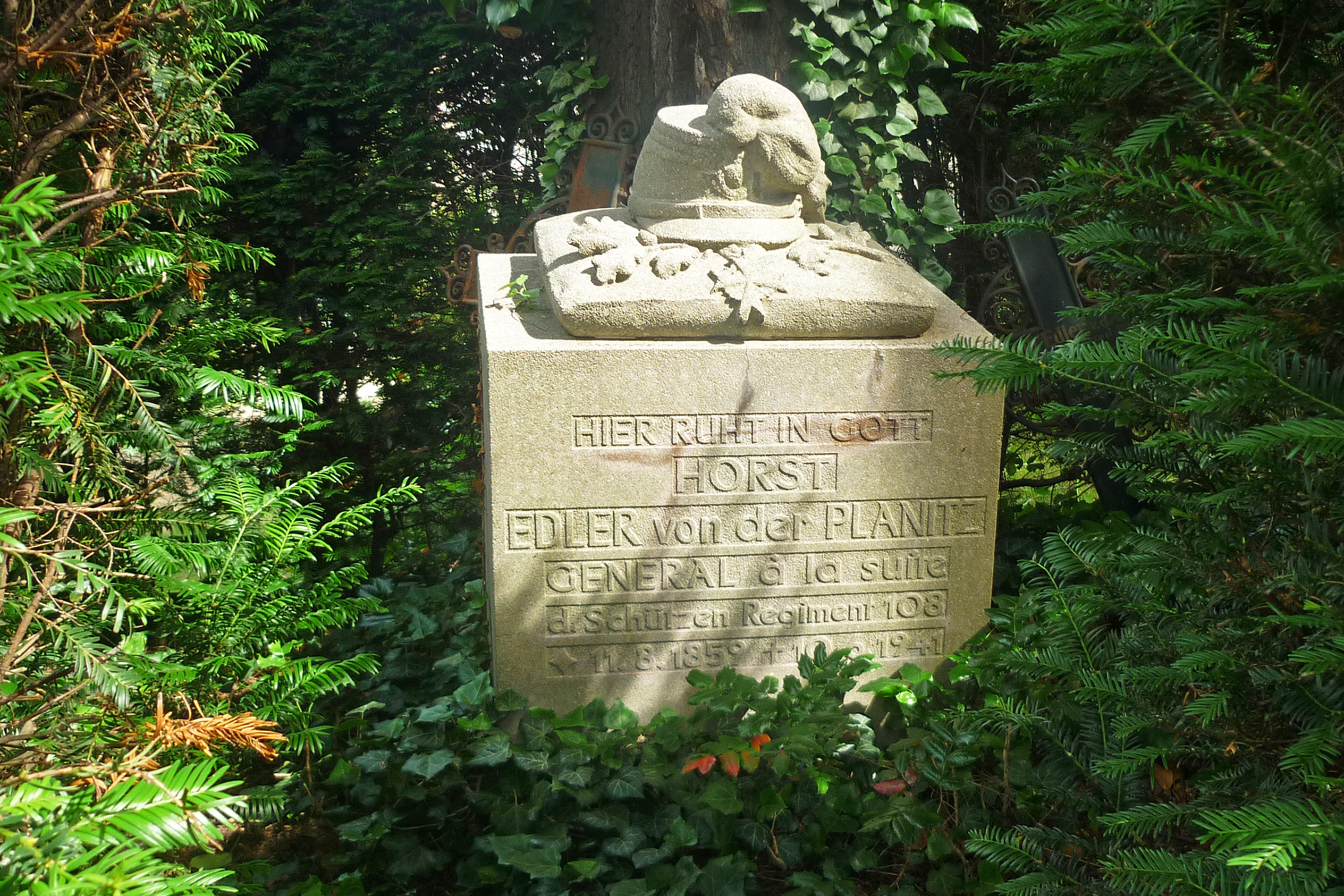
Grab von Horst Edler von der Planitz auf dem Loschwitzer Friedhof

Horst war das zweite Kind von Karl Albert Eugen Edler von der Planitz (1827–1866), der bei Königgrätz gefallen war, und dessen Ehefrau Antonie, geborene Maass.

### Militärkarriere
Planitz trat 1877 in das Schützen-Füsilier-Regiment „Prinz Georg“ Nr. 108 der Sächsischen Armee ein und war als Offizier dann Bataillons- und Regimentsadjutant beim 6. Infanterie-Regiment Nr. 105. Nach dem Besuch der Preußischen Kriegsakademie folgten verschiedene Generalstabsverwendungen. Von 1904 bis 1906 war er Abteilungsleiter im Sächsischen Kriegsministerium. In dieser Verwendung wurde er 1905 zum Oberst befördert. Als solcher übernahm er am 22. Januar 1906 das Kommando über das Schützen-Füsilier-Regiment Nr. 108 und wurde am 23. März 1910 zum Generalmajor befördert. Ende September des gleichen Jahres bekam er das Kommando über die 2. Infanterie-Brigade Nr. 46 der 1. Division Nr. 23. Ein Jahr später wurde er am 23. September Chef des Generalstabs der Armee. Anfang Februar 1913 wurde er Generalleutnant und übernahm Ende März die 3. Division Nr. 32.
Diese führte er zu Beginn des Ersten Weltkriegs, unter anderem während der Marneschlacht. Während des Krieges wurde ihm am 17. April 1916 das Kommando als Kommandierender General über das XII. (I. Königlich Sächsisches) Armee-Korps übertragen. Am 5. April 1917 erfolgte die Ernennung zum General der Infanterie. Ab dem 23. November kommandierte er kurzfristig nach einer Erkrankung im September des Jahres das XXV. Reserve-Korps und als letztes vom 15. Dezember 1917 bis zum 24. Juli 1918 das XII. (Königlich Sächsisches) Reserve-Korps.
Krankheitsbedingt beantragte Planitz im Juli 1918 seine Verabschiedung und wurde daraufhin am 18. Juli 1918 zur Disposition gestellt.

### Familie
Planitz war zweimal verheiratet. Am 6. November 1892 heiratete er in Bautzen Marga Hermine Kobe von Koppenfels (1871–1917), die Tochter des königlich-sächsischen Präsidenten des Landgerichts Heinrich Ferdinand von Koppenfels (1829–1893).  Nach dem Tod seiner ersten Frau heiratete er am 5. September 1922 Hertha von Funke (1883–1964), die Tochter von Ferdinand von Funcke auf Kieritzsch und Witwe des 1904 verstorbenen, königlich-sächsischen Oberregierungsrats Victor Freiherr von Ferber.
Aus der ersten Ehe ging ein Sohn hervor:
- Karl Ferdinand Horst (1893–1945) ⚭ 1920 Lotte Körner (1899–1945). Am 7. Mai 1945 wurde er zusammen mit seiner Frau und dem jüngsten Sohn im Kampfgebiet um Troppau getötet.

Aus der zweiten Ehe stammt die Tochter Hertha Erika (* 1923).

## Auszeichnungen
- Eisernes Kreuz (1914) II. und I. Klasse
- Komtur II. Klasse des Militär-St.-Heinrichs-Ordens am 6. Dezember 1916[2]
- Pour le Mérite am 20. Mai 1917[3]
- Großkreuz des Sächsischen Verdienstordens mit Schwertern am 18. Juli 1918[4]